# Daniel Lesiński
Daniel Lesiński (właśc. Dawid Lerner) (ur. 15 listopada 1922 w Horyszowie, zm. 12 października 1991 w Gdańsku) - podpułkownik SB.
Pochodził z rodziny żydowskiej. Do 1939 skończył szkołę podstawową, a w 1958 liceum ogólnokształcące dla pracujących w Gdańsku. 1 VIII 1944 został słuchaczem Szkoły Oficerskiej w Łodzi, od 22 I 1945 funkcjonariusz UB - członek Grupy Operacyjnej w Tczewie, mającej za zadanie zorganizować tam Powiatowy Urząd Bezpieczeństwa Publicznego (PUBP). Później został p.o. kierownika PUBP w Malborku w stopniu chorążego (od 22 XII 1945), a 31 V 1946 starszym referentem Wydziału I WUBP w Gdańsku. Skierowany 10 X 1946 na Kurs Centralnej Szkoły MBP, który ukończył po 6 miesiącach i został kierownikiem Sekcji 4 Wydziału I WUBP w Gdańsku (od 1 IV 1947), następnie 1 X 1947 kierownikiem Sekcji 3. 31 XII 1948 został podporucznikiem, a 22 VII 1950 porucznikiem. Od 1 VIII 1951 zastępca naczelnika Wydziału I WUBP w Gdańsku (od 22 VII 1952 w stopniu kapitana), od 1 IV 1955 naczelnik Wydziału II Wojewódzkiego Urzędu ds. Bezpieczeństwa Publicznego (WUdsBP) w Gdańsku, od 28 XI 1956 naczelnik Wydziału III tego urzędu (18 VII 1956 otrzymał awans na majora, a 7 VII 1960 na podpułkownika). 15 II 1963 zwolniony ze służby.

## Odznaczenia
- Krzyż Kawalerski Orderu Odrodzenia Polski (1958)
- Złoty Krzyż Zasługi (1954)
- Brązowy Krzyż Zasługi (dwukrotnie, 1946 i 1947)
- Medal 10-lecia Polski Ludowej (1955)
- Krzyż Partyzancki
- Odznaka 10 Lat w Służbie Narodu (1954)